# Teloglabrus prolongatus
Teloglabrus prolongatus är en tvåvingeart som beskrevs av Feijen 1983. Teloglabrus prolongatus ingår i släktet Teloglabrus och familjen Diopsidae. Inga underarter finns listade i Catalogue of Life.